# Битка при Мерхамли
Битката при Мерхамли е въоръжено стълкновение от Балканската война, състояло се на 14 (27 *) ноември 1912 г. След продължително преследване из Западна Тракия български отряди начело с генерал Никола Генев и полковник Александър Танев обкръжават 11-хилядния корпус на Явер паша. Атакувани в района на село Мерхамли (Мерхамлъ), само малка част от османските войски успяват да прекосят Марица. Останалите се предават в плен на следващия ден, 15 ноември.

## Развитие на войната до началото на ноември
В началото на октомври 1912 г., когато османско-черногорският конфликт от предходния месец прераства в общобалканска война, главните сили на противниците воюват в Източна Тракия и Македония. В Люлебургаско-Бунархисарската операция (15 – 20 октомври) османската Източна армия е разбита от българите и изтласкана към Цариград и Галиполския полуостров. На 27 октомври гръцката армия завладява Солун.
Бойните действия в Родопите през първия месец от войната имат ограничен характер. След като превземат Кърджали (8 октомври) и Пашмакли (13 октомври) българските войски преминават в отбрана. Опитите на турците за контранастъпление – срещу Кърджали на 14 октомври и 1 ноември, и срещу Пашмакли на 19 – 21 октомври (виж Битка при Аламидере), са отбити и фронтовата линия се стабилизира покрай река Арда.
Основната задача на турския Кърджалийски корпус, който действа в Източните Родопи, е да не допусне противника да прекъсне сухопътните връзки между турските войски в Тракия и Македония. След успехите на балканските съюзници на запад и изток обаче тази мисия става безпредметна, а в началото на ноември, когато българското главно командване нарежда концентрично настъпление към стратегически важното пристанище Дедеагач, положението на корпуса става критично. Неговият командир Явер паша организира отстъпление с ариергардни боеве към Галиполи.

## Преследване на Явер паша

### Действия на Родопския отряд
След падането на Солун в ръцете на балканските съюзници Родопският отряд променя направлението на своето настъпление. От Сяр и Драма отрядът на генерал Стилиян Ковачев се насочва на изток и на 7 ноември заема град Ксанти. Шест дни по-късно войските на Ковачев влизат в град Дедеагач, зает още на 6 ноември от македонски опълченци.

### Действия на Кърджалийския отряд
В битката при Балкан Тореси (7 ноември) Кърджалийският отряд (3-та бригада на Македоно-одринското опълчение, два сборни полка и други части) преодолява съпротивата на турския ариергард и влиза в Гюмюрджина (8 ноември). След няколкодневния преход през Източните Родопи командирът на отряда, генерал Генев, дава почивка на войниците си. На 11 ноември отрядът подновява преследването и след два дни завзема град Фере, в непосредствена близост до лагера на Явер паша на десния бряг на Марица.

### Действия на Сборната конна бригада
На 2 ноември Сборната конна бригада на полковник Танев заема град Софлу. Усилен с 2-ра бригада на МОО, отрядът се спуска на юг покрай Марица и на 5 ноември завладява Фере, а на 6-и – Дедеагач. Обезпокоен от наближаването на турски подкрепления, Танев оттегля войските си обратно в Софлу. В Дедеагач остават около 150 опълченци.
На 13 ноември корпусът на Явер паша достига Мерхамли и започва да се прехвърля на левия бряг на Марица. Заради проливните дъждове до пладне на следващия ден само около 1500 – 2000 войници с две оръдия успяват да преминат придошлата река. През това време войските на Танев (конната бригада и 2-ра македоно-одринска бригада) атакуват турците от север, а отрядът на Генев се приближава от югозапад. След двучасова артилерийска престрелка Явер паша иска примирие. На 14 ноември вечерта Танев принуждава османския командир да подпише документ за капитулация. Самото предаване се извършва на следващия ден (15 ноември), когато при Мерхамли пристига Кърджалийският отряд. В плен попадат около 9600 османски войници и офицери заедно с осем оръдия.
Остатъците от корпуса на Явер паша, които успяват да преминат на източния бряг на Марица, си пробиват път през българските заграждения около Кешан и на 16 ноември се съединяват със защитниците на Галиполи.

## Резултати
С капитулацията при Мерхамли Османската империя губи окончателно Западна Тракия, а българските позиции по долното течение на Марица и на подстъпите към Цариград се стабилизират. С успеха си Сборната конна бригада и Кърджалийският отряд осигуряват тила на 2-ра армия, която обсажда Одрин, и улесняват снабдяването на 1-ва и 3-та армия край Чаталджа.